# Żyła krętniczo-okrężnicza
Żyła krętniczo-okrężnicza (łac. vena ileocolica) – w anatomii człowieka naczynie żylne zbierające krew z jelita krętego, okrężnicy i kątnicy. Powstaje na ich powierzchni i uchodzi do żyły krezkowej górnej. 

## Przebieg
Żyła krętniczo-okrężnicza powstaje na powierzchni jelita krętego, okrężnicy i kątnicy. Żyła ta biegnąc razem z tętnicą krętniczo-okrężniczą krzyżuje od przodu mięsień lędźwiowy większy, tętnicę i żyłę jądrową lub tętnicę i żyłę jajnikową oraz prawy moczowód i uchodzi do żyły krezkowej górnej.

## Dopływy
- żyła wyrostka robaczkowego

## Zespolenia
Żyła krętniczo-okrężnicza bierze udział w układzie zespoleń ściennych pomiędzy żyłą wrotną wątroby a żyłą główną dolną

## Zastawki
Żyła krętniczo-okrężnicza nie ma zastawek.